# Melissa Mikec
Melissa Mikec, née  Melissa Yvette Pérez Carballo le 3 août 1987 à San Salvador, est une tireuse sportive salvadorienne. 

## Carrière
Elle participe aux épreuves de tir des Jeux olympiques de 2012 à Londres, sans atteindre de finale. Elle est lors de ces Jeux la porte-drapeau lors de la cérémonie de clôture.
Au niveau continental, elle obtient une médaille de bronze en tir au pistolet à 10 mètres par équipes aux Jeux d'Amérique centrale et des Caraïbes de 2002 à San Salvador et aux Jeux d'Amérique centrale et des Caraïbes de 2010 à Mayagüez et une médaille d'or dans cette même épreuve aux Jeux d'Amérique centrale et des Caraïbes de 2006 à Carthagène des Indes. Aux Jeux d'Amérique centrale et des Caraïbes de 2014 à Veracruz, elle est médaillée d'argent en tir au pistolet à 10 mètres par équipes et médaillée de bronze au tir à la carabine à 50 mètres trois positions par équipe et au  tir à la carabine à 50 mètres couché par équipe.

## Famille
Elle est la femme du tireur sportif serbe Damir Mikec. Son beau-frère Goran est aussi tireur sportif et est l'entraîneur de Damir Mikec.